# Треньор
Треньор е спортен педагог по вид спорт, който организира и провежда спортно-тренировъчна и състезателна дейност със спортисти с различна квалификация. Това е професионално поприще, обикновено асоциирано с развитието на високо спортно майсторство на индивидуално или на колективно ниво.